# Жамбил (Жамбильський район, Жамбильська область)
Жамби́л (каз. Жамбыл) — село у складі Жамбильського району Жамбильської області Казахстану. Входить до складу Колькайнарського сільського округу.
У радянські часи село називалось Джамбул.
Населення — 496 осіб (2021; 646 у 2009, 379 у 1999, 296 у 1989).